# Jane Seymour (actrice)

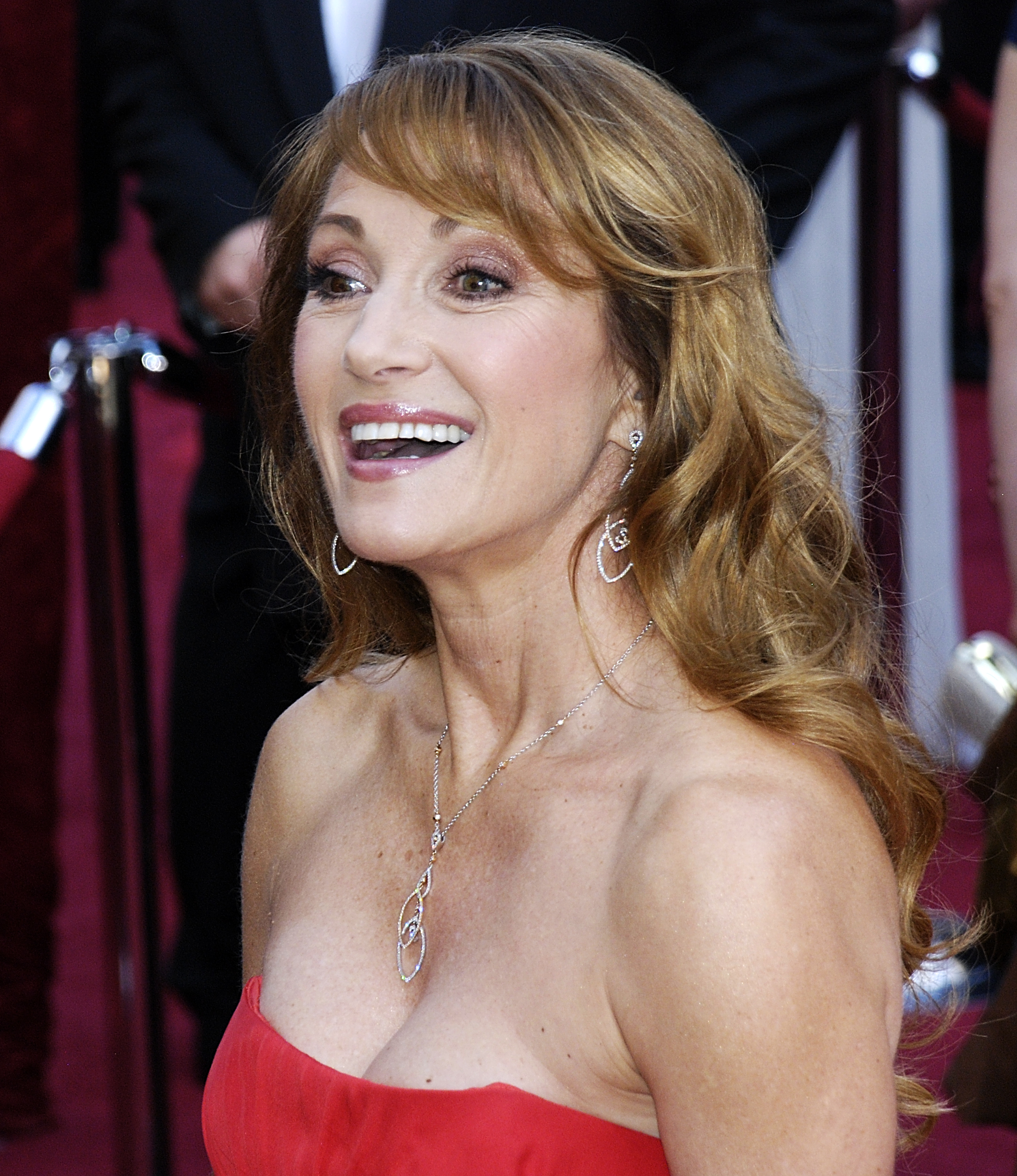
Jane Seymour in 2010

Jane Seymour, geboren als Joyce Penelope Wilhelmina Frankenberg (Hayes (Londen), 15 februari 1951), is een Brits-Amerikaanse actrice, die voornamelijk bekend is door haar hoofdrol in Dr. Quinn, Medicine Woman. Daarnaast speelde ze ook in veel televisiefilms en was ze de bondgirl in de James Bond-film Live and Let Die (1973).

## Biografie
Seymour werd geboren in het Verenigd Koninkrijk, als dochter van John Frankenberg en Mieke Frankenberg-van Trigt, een Nederlandse uit Deventer.
Seymour volgde haar opleiding aan de Tring Park School voor Artistieke Kunsten in Hertfordshire en koos als acteernaam voor Jane Seymour, vernoemd naar de Engelse koningin uit de 16e eeuw.
Seymour begon in 1969 met haar eerste acteerrol in de film Oh! What a Lovely War. Enkele jaren later in 1973 kreeg ze de rol van bondgirl Solitaire in Live and Let Die. In 1989 verscheen ze in de televisiefilm La Révolution française in de rol van Marie Antoinette. Haar beide kinderen spelen ook een rol in de film.
In de jaren 90 kreeg ze op het laatste moment de rol van Michaela Quinn in de langlopende dramaserie Dr. Quinn, Medicine Woman (1993–1998). Het bezorgde Seymour bekendheid en lof voor deze rol. In 1999 en 2001 werden er nog twee films van de serie gemaakt.
Ze had in de jaren 00 rollen in films en series als Smallville, Wedding Crashers, Modern Men en How I Met Your Mother. In 2008 had ze een hoofdrol in de televisiefilm Dear Prudence.
Naast haar acteerwerk schrijft Seymour boeken, ontwerpt ze sieraden, schildert en beeldhouwt ze en heeft ze haar eigen kunstgalerie in Los Angeles. Zo heeft ze in 2008 samen met Kay Jewelers de speciale sieradencollectie Open Hearts by Jane Seymour ontworpen geïnspireerd op een van haar schilderijen.

## Prijzen
- 1981 - Golden Globe voor beste actrice in de televisieserie East of Eden
- 1988 - Emmy Award voor haar rol in de miniserie Onassis: The Richest Man in the World
- 1996 - Golden Globe voor beste actrice in de dramaserie Dr. Quinn, Medicine Woman
- 2000 - Officier in de Orde van het Britse Rijk (OBE)
- 2010 - Eremedaille van Ellis Island

## Trivia
- Seymour spreekt ook Nederlands.
- In 1989 was ze aanwezig bij de grote opening van de Vlaamse commerciële tv-zender VTM. Zij is tevens de meter van deze zender.
- Seymour heeft heterochromie, een voor mensen zeldzame genetische mutatie die de oorzaak is van haar twee verschillende oogkleuren. Ze heeft een lichtbruin en een groen oog.
- Seymour is vier keer getrouwd en gescheiden. Ze kreeg vier kinderen.
- Begin 2018 poseerde ze voor de derde keer in de Playboy. Met haar 67-jarige leeftijd was ze de oudste vrouw ooit die verscheen in het tijdschrift.